# Норайр I
Нора́йр I Айказуни́ (арм. Նորայր Ա Հայկազունի) — 22-й царь Армении, правивший в 1326—1302 годах до н. э. из легендарной династии Айкидов, сын Шаварша, отец Встама. Во время своего правления много воевал с хеттами.